# قانون تجارة الرقيق 1788
قانون تجارة الرقيق 1788 يُعرف أيضًا بقانون دولبن، هو قانون صادر عن البرلمان البريطاني والذي وُضع بموجبه قيود على عدد العبيد الذي يمكن نقلهم في السفن البريطانية. حيث كان هذا القانون هو الأول في ضبط عملية نقل الرقيق.

## الآثار
انخفضت وفيات العبيد على متن السفن البريطانية خلال عقد التسعينات من القرن الثامن عشر ورجع المؤرخ روجر آنستي أن هذا الانخفاض قد يكون نتاج للقيود المفروضة من خلال قانون دولبن.